# Открытый чемпионат Кабо-Сан-Лукаса по теннису
Открытый чемпионат Кабо-Сан-Лукаса по теннису (англ. Los Cabos Open) — мужской международный профессиональный теннисный турнир, проходящий в Кабо-Сан-Лукас (Мексика) на открытых хардовых кортах. Турнир относится к категории ATP 250 с призовым фондом в размере около 1 миллиона долларов и турнирной сеткой, рассчитанной на 28 участников в одиночном разряде и 16 пар.

## Общая информация
Турнир появился в календаре ATP Тура в 2016 году. В календаре он занял место в июльской части сезона, а в 2024 году был перенесён на февраль.
Проводится на теннисных кортах в Delmar International School.

## Финалы турнира
| Год  | Победитель                                     | Финалист                                       | Счёт                                           |
| ---- | ---------------------------------------------- | ---------------------------------------------- | ---------------------------------------------- |
| 2024 | Джордан Томпсон                                | Каспер Рууд                                    | 6-3 7-6(4)                                     |
| 2023 | Стефанос Циципас                               | Алекс де Минор                                 | 6-3 6-4                                        |
| 2022 | Даниил Медведев                                | Кэмерон Норри                                  | 7-5 6-0                                        |
| 2021 | Кэмерон Норри                                  | Брэндон Накасима                               | 6-2 6-2                                        |
| 2020 | Отменён из-за пандемии коронавирусной инфекции | Отменён из-за пандемии коронавирусной инфекции | Отменён из-за пандемии коронавирусной инфекции |
| 2019 | Диего Шварцман                                 | Тейлор Фриц                                    | 7-6(6) 6-3                                     |
| 2018 | Фабио Фоньини                                  | Хуан Мартин Дель Потро                         | 6-4 6-2                                        |
| 2017 | Сэм Куэрри                                     | Танаси Коккинакис                              | 6-3 3-6 6-2                                    |
| 2016 | Иво Карлович                                   | Фелисиано Лопес                                | 7-6(5) 6-2                                     |

| Год  | Победители                                     | Финалисты                                      | Счёт                                           |
| ---- | ---------------------------------------------- | ---------------------------------------------- | ---------------------------------------------- |
| 2024 | Макс Пёрселл Джордан Томпсон                   | Александр Недовесов Гонсало Эскобар            | 7-5 7-6(2)                                     |
| 2023 | Сантьяго Гонсалес Эдуар Роже-Васслен           | Доминик Кёпфер Эндрю Харрис                    | 6-4 7-5                                        |
| 2022 | Уильям Блумберг Миомир Кецманович              | Равен Класен Марсело Мело                      | 6-0 6-1                                        |
| 2021 | Джон Изнер Ханс Хач Вердуго                    | Сем Вербек Хантер Риз                          | 5-7 6-2 [10-4]                                 |
| 2020 | Отменён из-за пандемии коронавирусной инфекции | Отменён из-за пандемии коронавирусной инфекции | Отменён из-за пандемии коронавирусной инфекции |
| 2019 | Ромен Арнеодо Юго Нис                          | Доминик Инглот Остин Крайчек                   | 7-5 5-7 [16-14]                                |
| 2018 | Марсело Аревало Мигель Анхель Рейес Варела     | Танаси Коккинакис Тейлор Фриц                  | 6-4 6-4                                        |
| 2017 | Хуан Себастьян Кабаль Трет Хьюи                | Серхио Гальдос Роберто Майтин                  | 6-2 6-3                                        |
| 2016 | Пурав Раджа Дивидж Шаран                       | Кен Скупски Йонатан Эрлих                      | 7-6(4) 7-6(3)                                  |